# Почва
По́чва — природный объект, формирующийся в результате преобразования поверхностных слоёв суши при совместном воздействии факторов почвообразования.
Почва состоит из почвенных горизонтов, образующих почвенный профиль, характеризуется плодородием. Многообразие почв отражено в разных типах почв. Почвы изучает особая наука — почвоведение, а также агрономия, геология, грунтоведение, геохимия и другие научные направления. Почвы и подводные илы образуют особую оболочку Земли — педосферу, которая активно взаимодействует с соседними геосферами.
Почвы, существенным образом преобразованные в результате длительного агротехнического воздействия, называются агрозёмами.

## История термина
До работ В. В. Докучаева почва рассматривалась как геологический и агрономический термин:
- 1839 — Подлежащая, в виде пласта, горная порода называется постелью или подошвою (lit, sole)[5]. Почва вулканическая, Почва порфировая, Почва гранитовая.
- 1863 — в Словаре В. И. Даля — Почва: земля, основание (от почивать, лежать).
- 1882 — Верхний слой земли[6].

В. В. Докучаев с 1883 года впервые рассматривает почву как самостоятельное природное тело, формирующееся под воздействием факторов почвообразования: «совокупностью причин (грунт, климат, рельеф, возраст и растительность)». Он уточняет факторы почвообразования и определение, что почва «есть функция (результат) от материнской породы (грунта), климата и организмов, помноженная на время».

## Морфология
Термины по ГОСТ 27593-88:
- Почвенный профиль — совокупность генетически сопряжённых и закономерно сменяющихся почвенных горизонтов, на которые расчленяется почва в процессе почвообразования. Почвенный профиль - вертикальный разрез почвы от поверхности до материнской породы (грунтовой)[9].
- Почвенный горизонт — специфический слой почвенного профиля, образовавшийся в результате воздействия почвообразовательных процессов[9].
- Почвенный покров — совокупность почв, покрывающих земную поверхность[9].

В процессе почвообразования, прежде всего под действием вертикальных (восходящих и нисходящих) потоков вещества и энергии, а также неоднородности распределения живого вещества исходная порода расслаивается на генетические горизонты. Часто почвы формируются на исходно вертикально неоднородных двучленных породах, что откладывает отпечаток на почвообразование и сочетание горизонтов.
Горизонты рассматриваются как однородные (в масштабе всей почвенной толщи) части почвы, взаимосвязанные и взаимообусловленные, отличающиеся по химическому, минералогическому, гранулометрическому составу, физическим и биологическим свойствам. Комплекс горизонтов, характерный для данного типа почвообразования, образует почвенный профиль.
Для горизонтов принято буквенное обозначение, позволяющее записывать строение профиля. Например, для дерново-подзолистой почвы: A0-A0A1-A1-A1A2-A2-A2B-BC-C.
Выделяются следующие типы горизонтов:
- Органогенные — (подстилка (A0, O), торфяной горизонт (T), перегнойный горизонт (Ah, H), дернина (Ad), гумусовый горизонт (A) и т. д.) — характеризующиеся биогенным накоплением органического вещества.
- Элювиальные — (подзолистый, лессированный, осолоделый, сегрегированный горизонты; обозначаются буквой E с индексами, либо A2) — характеризующиеся выносом органических и/или минеральных компонентов.
- Иллювиальные — (B с индексами) — характеризующиеся накоплением вынесенного из элювиальных горизонтов вещества.
- Метаморфические — (Bm) — образуются при трансформации минеральной части почвы на месте.
- Гидрогенно-аккумулятивные — (S) — образуются в зоне максимального накопления веществ (легкорастворимые соли, гипс, карбонаты, оксиды железа и т. д.), приносимых грунтовыми водами.
- Коровые — (K) — горизонты, сцементированные различными веществами (легкорастворимые соли, гипс, карбонаты, аморфный кремнезём, оксиды железа и др.).
- Глеевые — (G) — с преобладающими восстановительными условиями.
- Подпочвенные — материнская порода (C), из которой образовалась почва, и залегающая ниже подстилающая порода (D) иного состава.

## Твёрдая фаза почв
Почва высокодисперсна и обладает большой суммарной поверхностью твёрдых частиц: от 3—5 м²/г у песчаных до 300—400 м²/г у глинистых. Благодаря дисперсности почва обладает значительной пористостью: объём пор может достигать от 30 % общего объёма в заболоченных минеральных почвах до 90 % в органогенных торфяных. В среднем же этот показатель составляет 40—60 %.
Плотность твёрдой фазы (ρs) минеральных почв колеблется от 2,4 до 2,8 г/см³, органогенных: 1,35—1,45 г/см³. Плотность почвы (ρb) ниже: 0,8—1,8 г/см³ и 0,1—0,3 г/см³ соответственно. Пористость (порозность, ε) связана с плотностями по формуле:

### Минеральная часть почвы
Минералогический состав
Около 50—60 % объёма и до 90—97 % массы почвы составляют минеральные компоненты. Минералогический состав почвы отличается от состава породы, на которой она образовалась: чем старше почва, тем сильнее это отличие.
Минералы, являющиеся остаточным материалом в ходе выветривания и почвообразования, носят название первичных. В зоне гипергенеза большинство из них неустойчиво и с той или иной скоростью разрушается. Одними из первых разрушаются оливин, амфиболы, пироксены, нефелин. Более устойчивыми являются полевые шпаты, составляющие до 10—15 % массы твёрдой фазы почвы. Чаще всего они представлены относительно крупными песчаными частицами. Высокой стойкостью отличаются эпидот, дистен, гранат, ставролит, циркон, турмалин. Содержание их обычно незначительно, однако позволяет судить о происхождении материнской породы и времени почвообразования. Наибольшую устойчивость имеет кварц, который выветривается за несколько миллионов лет. Благодаря этому в условиях длительного и интенсивного выветривания, сопровождающегося выносом продуктов разрушения минералов, происходит его относительное накопление.
Почва характеризуется высоким содержанием вторичных минералов, образованных в результате глубокого химического преобразования первичных, или же синтезированных непосредственно в почве. Особенно важна среди них роль глинистых минералов — каолинита, монтмориллонита, галлуазита, серпентина и ряда других. Они обладают высокими сорбционными свойствами, большой ёмкостью катионного и анионного обмена, способностью к набуханию и удержанию воды, липкостью и т. д. Этими свойствами во многом обусловлена поглотительная способность почв, её структура и, в конечном счёте, плодородие.
Высокое содержание минералов-оксидов и гидроксидов железа (лимонит, гематит), марганца (вернадит, пиролюзит, манганит), алюминия (гиббсит) и др., также сильно влияющие на свойства почвы — они участвуют в формировании структуры, почвенного поглощающего комплекса (особенно в сильно выветрелых тропических почвах), принимают участие в окислительно-восстановительных процессах. Большую роль в почвах играют карбонаты (кальцит, арагонит см. карбонатно-кальциевое равновесие в почвах). В аридных регионах в почве нередко накапливаются легкорастворимые соли (хлорид натрия, карбонат натрия и др.), влияющие на весь ход почвообразовательного процесса.
Гранулометрический состав
В почвах могут находиться частицы диаметром как менее 0,001 мм, так и более нескольких сантиметров. Меньший диаметр частиц означает большую удельную поверхность, а это, в свою очередь — большие величины ёмкости катионного обмена, водоудерживающей способности, лучшую агрегированность, но меньшую порозность. Тяжёлые (глинистые) почвы могут иметь проблемы с воздухосодержанием, лёгкие (песчаные) — с водным режимом.
Для подробного анализа весь возможный диапазон размеров делят на участки, называемые фракциями. Единой классификации частиц не существует. В российском почвоведении принята шкала Н. А. Качинского. Характеристика гранулометрического (механического) состава почвы даётся на основании содержания фракции физической глины (частиц менее 0,01 мм) и физического песка (более 0,01 мм) с учётом типа почвообразования.
В мире также широко применяется определение механического состава почвы по треугольнику Ферре: по одной стороне откладывается доля пылеватых (silt, 0,002—0,05 мм) частиц, по второй — глинистых (clay, <0,002 мм), по третьей — песчаных (sand, 0,05—2 мм) и находится место пересечения отрезков. Внутри треугольник разбит на участки, каждый из которых соответствует тому или иному гранулометрическому составу почвы. Тип почвообразования при этом не учитывается.

### Органическая часть почвы
В почве содержится некоторое количество органического вещества. В органогенных (торфяных) почвах оно может преобладать, в большинстве же минеральных почв его количество не превышает нескольких процентов в верхних горизонтах.
В состав органического вещества почвы входят как растительные и животные остатки, не утратившие черт анатомического строения, так и отдельные химические соединения, называемые гумусом. В составе последнего находятся как неспецифические вещества известного строения (липиды, углеводы, лигнин, флавоноиды, пигменты, воск, смолы и т. д.), составляющие до 10—15 % всего гумуса, так и образующиеся из них в почве специфические гумусовые кислоты.
Гумусовые кислоты не имеют определённой формулы и представляют собой целый класс высокомолекулярных соединений. В советском и российском почвоведении они традиционно разделяются на гуминовые и фульвокислоты.
Элементный состав гуминовых кислот (по массе): 46—62 % C, 3—6 % N, 3—5 % H, 32—38 % O. Состав фульвокислот: 36—44 % C, 3—4,5 % N, 3—5 % H, 45—50 % O. В обоих соединениях присутствуют также сера (от 0,1 до 1,2 %), фосфор (сотые и десятые доли %). Молекулярные массы для гуминовых кислот составляют 20—80 кДа (минимальная 5 кДа, максимальная 650 кДа), для фульвокислот 4—15 кДа. Фульвокислоты подвижнее, растворимы на всём диапазоне pH (гуминовые выпадают в осадок в кислой среде). Отношение углерода гуминовых и фульвокислот (Cгк/Cфк) является важным показателем гумусового состояния почв.
В молекуле гуминовых кислот выделяют ядро, состоящее из ароматических колец, в том числе азотсодержащих гетероциклов. Кольца соединяются «мостиками» с двойными связями, создающими протяжённые цепи сопряжения, обуславливающие тёмную окраску вещества. Ядро окружено периферическими алифатическими цепями, в том числе углеводородного и полипептидного типов. Цепи несут различные функциональные группы (гидроксильные, карбонильные, карбоксильные, аминогруппы и др.), что является причиной высокой ёмкости поглощения — 180—500 мг-экв/100 г.
О строении фульвокислот известно значительно меньше. Они имеют тот же состав функциональных групп, однако более высокую ёмкость поглощения — до 670 мг-экв/100 г.
Механизм формирования гумусовых кислот (гумификация) до конца не изучен. По конденсационной гипотезе (М. М. Кононова, А. Г. Трусов) эти вещества синтезируются из низкомолекулярных органических соединений. По гипотезе Л. Н. Александровой гумусовые кислоты образуются при взаимодействии высокомолекулярных соединений (белки, биополимеры), затем постепенно окисляются и расщепляются. Согласно обеим гипотезам в этих процессах принимают участие ферменты, образуемые преимущественно микроорганизмами. Есть предположение о чисто биогенном происхождении гумусовых кислот. По многим свойствам они напоминают тёмноокрашенные пигменты грибов.

### Почвенная структура
Термины по ГОСТу:
Структура почвы — физическое строение твёрдой части и порового пространства почвы, обусловленное размером, формой, количественным соотношением, характером взаимосвязи и расположением как механических элементов, так и состоящих из них агрегатов.
Твёрдая часть почвы — совокупность всех видов частиц, находящихся в почве в твёрдом состоянии при естественном уровне влажности.
Поровое пространство в почве — разнообразные по размерам и форме промежутки между механическими элементами и агрегатами почвы, занятые воздухом или водой.
Минеральные частицы почвы всегда объединяются в агрегаты различной прочности, размеров и формы. Вся совокупность агрегатов, характерных для почвы, называется её структурой. Факторами образования агрегатов являются: набухание, сжатие и растрескивание почвы в ходе циклов увлажнения-иссушения и замерзания-оттаивания, коагуляция почвенных коллоидов (наиболее важна в этом роль органических коллоидов), цементация частиц малорастворимыми соединениями, образование водородных связей, связей между нескомпенсированными зарядами кристаллической решётки минералов, адсорбция, механическое сцепление частиц гифами грибов, актиномицетов и корнями растений, агрегация частиц при прохождении через кишечник почвенных животных.
Структура почвы оказывает влияние на проникновение воздуха к корням растений, удержание влаги, развитие микробного сообщества. В зависимости только от размера агрегатов урожай может меняться на порядок. Оптимальна для развития растений структура, в которой преобладают агрегаты размером от 0,25 до 7—10 мм (агрономически ценная структура). Важным свойством структуры является её прочность, особенно водоустойчивость.
Преобладающая форма агрегатов является важным диагностическим признаком почвы. Выделяют округло-кубовидную (зернистую, комковатую, глыбистую, пылеватую), призмовидную (столбовидную, призмовидную, призматическую) и плитовидную (плитчатую, чешуйчатую) структуру, а также ряд переходных форм и градаций по размеру. Первый тип характерен для верхних гумусовых горизонтов и обуславливает большую порозность, второй — для иллювиальных, метаморфических горизонтов, третий — для элювиальных.

### Новообразования и включения
Новообразования — скопления веществ, образующиеся в почве в процессе её формирования.
Широко распространены новообразования железа и марганца, чья миграционная способность зависит от окислительно-восстановительного потенциала и контролируется организмами, в особенности бактериями. Они представлены конкрециями, трубками по ходам корней, корками и др. В некоторых случаях происходит цементация почвенной массы железистым материалом. В почвах, особенно аридных и семиаридных регионов, распространены известковые новообразования: налёты, выцветы, псевдомицелий, конкреции, корковые образования. Новообразования гипса, также характерные для аридных областей, представлены налётами, друзами, гипсовыми розами, корками. Встречаются новообразования легкорастворимых солей, кремнезёма (присыпка в элювиально-иллювиально дифференцированных почвах, опаловые и халцедоновые прослои и коры, трубки), глинистых минералов (кутаны — натёки и корочки, образующиеся в ходе иллювиального процесса), часто вместе с гумусом.
К включениям относят любые объекты, находящиеся в почве, но не связанные с процессами почвообразования (археологическое находки, кости, раковины моллюсков и простейших, обломки породы, мусор). Неоднозначно отнесение к включениям, либо новообразованиям копролитов, червоточин, кротовин и прочих биогенных образований.

## Жидкая фаза почв
Жидкая фаза почв, называемая иначе Почвенный раствор, является водным раствором различных минеральных и органических веществ, в котором взвешены разнообразные коллоидные частицы. Состав почвенных растворов очень сильно варьируется в зависимости от типа почв, погоды и других факторов.
Почвенный раствор является средой, из которой получают минеральное питание растения, а также средой обитания многочисленных почвенных микроорганизмов.

### Состояния воды в почве
В почве различают воду связанную и свободную. Первую частицы почвы настолько прочно удерживают, что она не может передвигаться под влиянием силы тяжести, а свободная вода подчинена закону земного притяжения. Связанную воду в свою очередь делят на химически и физически связанную.
Химически связанная вода входит в состав некоторых минералов. Эта вода конституционная, кристаллизационная и гидратная. Химически связанную воду можно удалить лишь путём нагревания, а некоторые формы (конституционную воду) — прокаливанием минералов. В результате выделения химически связанной воды свойства тела настолько меняются, что можно говорить о переходе в новый минерал.
Физически связанную воду почва удерживает силами поверхностного натяжения. Поскольку величина поверхностной энергии возрастает с увеличением общей суммарной поверхности частиц, то содержание физически связанной воды зависит от размера частиц, слагающих почву. Частицы крупнее 2 мм в диаметре не содержат физически связанную воду; этой способностью обладают лишь частицы, имеющие диаметр менее указанного. У частиц диаметром от 2 до 0,01 мм способность удерживать физически связанную воду выражена слабо. Она возрастает при переходе к частицам меньше 0,01 мм и наиболее выражена у предколлоидных и особенно коллоидных частиц. Способность удерживать физически связанную воду зависит не только от размера частиц. Определённое влияние оказывает форма частиц и их химикоминералогический состав. Повышенной способностью удерживать физически связанную воду обладает перегной, торф. Последующие слои молекул воды частица удерживает со все меньшей силой. Это рыхло связанная вода. По мере отдаления частицы от поверхности притяжение ею молекул воды постепенно ослабевает. Вода переходит в свободное состояние.
Первые слои молекул воды, то есть гигроскопическую воду, частицы почвы притягивают с громадной силой, измеряемой тысячами атмосфер. Находясь под столь большим давлением, молекулы прочно связанной воды сильно сближены, что меняет многие свойства воды. Она приобретает качества как бы твёрдого тела. Рыхло связанную воду почва удерживает с меньшей силой, её свойства не так резко отличны от свободной воды. Тем не менее сила притяжения ещё настолько велика, что эта вода не подчиняется силе земного притяжения и по ряду физических свойств отличается от свободной воды.
Капиллярная скважность обусловливает впитывание и удержание в подвешенном состоянии влаги, приносимой атмосферными осадками. Проникновение влаги по капиллярным порам в глубь почвы осуществляется крайне медленно. Водопроницаемость почвы обусловлена в основном некапиллярной скважностью. Диаметр этих пор настолько велик, что влага не может в них удерживаться в подвешенном состоянии и беспрепятственно просачивается в глубь почвы.
При поступлении влаги на поверхность почвы сначала идёт насыщение почвы водой до состояния полевой влагоёмкости, а затем через насыщенные водой слои возникает фильтрация по некапиллярным скважинам. По трещинам, ходам землероек и другим крупным скважинам вода может проникать в глубь почвы, опережая насыщение водой до величины полевой влагоёмкости.
Чем выше некапиллярная скважность, тем выше и водопроницаемость почвы.
В почвах кроме вертикальной фильтрации существует горизонтальное внутрипочвенное передвижение влаги. Поступающая в почву влага, встречая на своём пути слой с пониженной водопроницаемостью, передвигается внутри почвы над этим слоем в соответствии с направлением его уклона.

### Взаимодействие с твёрдой фазой
Почвенный поглощающий комплекс
Почва может удерживать поступившие в неё вещества по разным механизмам (механическая фильтрация, адсорбция мелких частиц, образование нерастворимых соединений, биологическое поглощение), важнейшим из которых является ионный обмен между почвенным раствором и поверхностью твёрдой фазы почвы. Твёрдая фаза за счёт сколов кристаллической решётки минералов, изоморфных замещений, наличия карбоксильных и ряда других функциональных групп в составе органического вещества заряжена преимущественно отрицательно, поэтому наиболее ярко выражена катионообменная способность почвы. Тем не менее, положительные заряды, обуславливающее анионный обмен, в почве также присутствуют.
Вся совокупность компонентов почвы, обладающих ионообменной способностью, называется почвенным поглощающим комплексом (ППК). Входящие в состав ППК ионы носят название обменных или поглощённых. Характеристикой ППК является ёмкость катионного обмена (ЕКО) — общее количество обменных катионов одного рода, удерживаемых почвой в стандартном состоянии — а также сумма обменных катионов, характеризующая природное состояние почвы и не всегда совпадающая с ЕКО.
Отношения между обменными катионами ППК не совпадают с отношениями между теми же катионами в почвенном растворе, то есть ионный обмен протекает селективно. Предпочтительнее поглощаются катионы с более высоким зарядом, а при их равенстве — с большей атомной массой, хотя свойства компонентов ППК могут несколько нарушать эту закономерность. Например, монтмориллонит поглощает больше калия, чем протонов водорода, а каолинит — наоборот.
Обменные катионы являются одним из непосредственных источников минерального питания растений, состав ППК отражается на образовании органоминеральных соединений, структуре почвы и её кислотности.
Почвенная кислотность

## Почвенный воздух
Почвенный воздух состоит из смеси различных газов:
1. кислород, который поступает в почву из атмосферного воздуха; содержание его может меняться в зависимости от свойств самой почвы (её рыхлости, например), от количества организмов, использующих кислород для дыхания и процессов метаболизма;
2. углекислота, которая образуется в результате дыхания организмов почвы, то есть в результате окисления органических веществ;
3. метан и его гомологи (пропан, бутан), которые образуются в результате разложения более длинных углеводородных цепей;
4. водород;
5. сероводород;
6. азот; более вероятно образование азота в виде более сложных соединений (например, мочевины).

И это далеко не все газообразные вещества, которые составляют почвенный воздух. Его химический и количественный состав зависят от содержащихся в почве организмов, содержания в ней питательных веществ, условий выветривания почвы и др.

## Биология почв
Почва — это среда обитания множества организмов. Существа, обитающие в почве, называются педобионтами. Наименьшими из них являются бактерии, водоросли, грибки и одноклеточные организмы, обитающие в почвенных водах. В одном м³ может обитать до 10¹⁴ организмов. В почвенном воздухе обитают беспозвоночные животные, такие как клещи, пауки, жуки, ногохвостки и дождевые черви. Они питаются остатками растений, грибницей и другими организмами. В почве обитают и позвоночные животные, одно из них — крот. Он очень хорошо приспособлен к обитанию в абсолютно тёмной почве, поэтому у него очень хороший слух и он практически слепой.
Неоднородность почвы приводит к тому, что для организмов разных размеров она выступает как разная среда.
- Для мелких почвенных животных, которых объединяют под названием нанофауна (простейшие, коловратки, тихоходки, нематоды и др.), почва — это система микроводоёмов.
- Для дышащих воздухом несколько более крупных животных почва предстаёт как система мелких пещер. Таких животных объединяют под названием микрофауна. Размеры представителей микрофауны почв — от десятых долей до 2-3 мм. К этой группе относятся в основном членистоногие: многочисленные группы клещей, первичнобескрылые насекомые (коллемболы, протуры, двухвостки), мелкие виды крылатых насекомых, многоножки симфилы и др. У них нет специальных приспособлений к рытью. Они ползают по стенкам почвенных полостей при помощи конечностей или червеобразно извиваясь. Насыщенный водяными парами почвенный воздух позволяет дышать через покровы. Многие виды не имеют трахейной системы. Такие животные очень чувствительны к высыханию.
- Более крупных почвенных животных, с размерами тела от 2 до 20 мм, называют представителями мезофауны. Это личинки насекомых, многоножки, энхитреиды, дождевые черви и др. Для них почва — плотная среда, оказывающая значительное механическое сопротивление при движении. Эти относительно крупные формы передвигаются в почве либо расширяя естественные скважины путём раздвигания почвенных частиц, либо роя новые ходы.
- Мегафауна или макрофауна почв — это крупные землерои, в основном из числа млекопитающих. Ряд видов проводит в почве всю жизнь (слепыши, слепушонки, цокоры, кроты Евразии, златокроты Африки, сумчатые кроты Австралии и др.). Они прокладывают в почве целые системы ходов и нор. Внешний облик и анатомические особенности этих животных отражают их приспособленность к роющему подземному образу жизни.
- Кроме постоянных обитателей почвы, среди крупных животных можно выделить большую экологическую группу обитателей нор (суслики, сурки, тушканчики, кролики, барсуки и т. п.). Они кормятся на поверхности, но размножаются, зимуют, отдыхают, спасаются от опасности в почве. Целый ряд других животных использует их норы, находя в них благоприятный микроклимат и укрытие от врагов. Норники обладают чертами строения, характерными для наземных животных, но имеют ряд приспособлений, связанных с роющим образом жизни.

## Пространственная организация
В природе практически не бывает таких ситуаций, чтобы на много километров простиралась какая-нибудь одна почва с неизменными в пространстве свойствами. При этом различия почв обусловлены различиями в факторах почвообразования.
Закономерное пространственное размещение почв на небольших территориях называется структурой почвенного покрова (СПП). Исходной единицей СПП является элементарный почвенный ареал (ЭПА) — почвенное образование, внутри которого отсутствуют какие-либо почвенно-географические границы. Чередующиеся в пространстве и в той или иной степени генетически связанные ЭПА образуют почвенные комбинации.

## Почвообразование
Почвообразующие факторы:
- Элементы природной среды: почвообразующие породы, климат, живые и отмершие организмы, возраст и рельеф местности,
- а также антропогенная деятельность, оказывающие существенное влияние на почвообразование.

### Первичное почвообразование
В российском почвоведении бытует концепция, что любая субстратная система, обеспечивающая рост и развитие растений «от семени до семени», есть почва. Идея эта дискуссионная, поскольку отрицает докучаевский принцип историчности, подразумевающий определённую зрелость почв и разделение профиля на генетические горизонты, но полезна в познании общей концепции развития почв.
Зачаточное состояние профиля почв до появления первых признаков горизонтов можно определять термином «инициальные почвы». Соответственно выделяется «инициальная стадия почвообразования» — от почвы «по Вески» до того времени, когда появится заметная дифференциация профиля на горизонты, и можно будет прогнозировать классификационный статус почвы. За термином «молодые почвы» предложено закрепить стадию «молодого почвообразования» — от появления первых признаков горизонтов до того времени, когда генетический (точнее, морфолого-аналитический) облик будет достаточно выраженным для диагностики и классификации с общих позиций почвоведения.
Генетические характеристики можно давать и до достижения зрелости профиля, с понятной долей прогностического риска, например, — «инициальные дерновые почвы»; «молодые проподзолистые почвы», «молодые карбонатные почвы». При таком подходе номенклатурные трудности разрешаются естественно, на базе общих принципов почвенно-экологического прогнозирования в соответствии с формулой Докучаева-Йенни (представление почвы как функции факторов почвообразования: S = f(cl, o, r, p, t …)).

### Антропогенное почвообразование
В научной литературе для земель после горных работ и других нарушений почвенного покрова закрепилось обобщённое название «техногенные ландшафты», а изучение почвообразования в этих ландшафтах оформилось в «рекультивационное почвоведение». Был предложен также термин «технозёмы», по сути представляющий попытку объединить Докучаевскую традицию «-зёмов» с техногенными ландшафтами.
Отмечается, что логичнее применять термин «технозём» к тем почвам, которые специально создаются в процессе технологии горных работ путём разравнивания поверхности и насыпания специально снятых гумусовых горизонтов или потенциально плодородных грунтов (лёсса). Использование этого термина для генетического почвоведения вряд ли оправданно, так как итоговым, климаксным продуктом почвообразования будет не новый «-зём», а зональная почва, например, дерново-подзолистая, или дерново-глеевая.
Для техногенно-нарушенных почв предлагалось использовать термины «инициальные почвы» (от «нуль — момента» до появления горизонтов) и «молодые почвы» (от появления до оформления диагностических признаков зрелых почв), указывающие на главную особенность таких почвенных образований — временные этапы их эволюции из недифференцированных пород в зональные почвы.

## Классификация почв
Единой общепринятой классификации почв не существует. Наряду с международной (Классификация почв ФАО и сменившая её в 1998 году WRB) во многих странах мира действуют национальные системы классификации почв, часто основанные на принципиально разных подходах.
В России к 2004 году специальной комиссией Почвенного института им. В. В. Докучаева, руководимой Л. Л. Шишовым, подготовлена новая классификация почв, являющаяся развитием классификации 1997 года. Однако российским почвоведами продолжает активно использоваться и классификация почв СССР 1977 года.
Из отличительных особенностей новой классификации можно назвать отказ от привлечения для диагностики факторно-экологических и режимных параметров, трудно диагностируемых и часто определяемых исследователем чисто субъективно, фокусирование внимания на почвенном профиле и его морфологических особенностях. В этом ряд исследователей видят отход от генетического почвоведения, делающего основной упор на происхождении почв и процессах почвообразования. В классификации 2004 года вводятся формальные критерии отнесения почвы к определённому таксону, привлекается понятие диагностического горизонта, принятое в международной и американской классификациях. В отличие от WRB и американской Soil Taxonomy, в российской классификации горизонты и признаки не равноценны, а строго ранжированы по таксономической значимости. Бесспорно важным нововведением классификации 2004 года стало включение в неё антропогенно-преобразованных почв.
В американской школе почвоведов используется классификация Soil Taxonomy, имеющая распространение также в других странах. Характерной её особенностью является глубокая проработка формальных критериев отнесения почв к тому или иному таксону. Используются названия почв, сконструированные из латинских и греческих корней. В классификационную схему традиционно включаются почвенные серии — группы почв, отличных лишь по гранулометрическому составу, и имеющие индивидуальное название — описание которых началось ещё при картировании Почвенным бюро территории США в начале XX века.
Термины по ГОСТ 27593-88(2005):
Классификация почв — система разделения почв по происхождению и (или) свойствам.
- Тип почвы — основная классификационная единица, характеризуемая общностью свойств, обусловленных режимами и процессами почвообразования, и единой системой основных генетических горизонтов.
  - Подтип почвы — классификационная единица в пределах типа, характеризуемая качественными отличиями в системе генетических горизонтов и по проявлению налагающихся процессов, характеризующих переход к другому типу.
    - Род почвы — классификационная единица в пределах подтипа, определяемая особенностями состава почвенно-поглощающего комплекса, характером солевого профиля, основными формами новообразований.
      - Вид почвы — классификационная единица в пределах рода, количественно отличающаяся по степени выраженности почвообразовательных процессов, определяющих тип, подтип и род почв.
        - Разновидность почвы — классификационная единица, учитывающая разделение почв по гранулометрическому составу всего почвенного профиля.
          - Разряд почвы — классификационная единица, группирующая почвы по характеру почвообразующих и подстилающих пород.

## Закономерности распространения

### Климат как фактор географического распространения почв
Климат — один из важнейших факторов почвообразования и географического распространения почв — в значительной степени определяется космическими причинами (количеством энергии, получаемой земной поверхностью от Солнца). С климатом связано проявление самых общих законов географии почв. Он влияет на почвообразование как непосредственно, определяя энергетический уровень и гидротермический режим почв, так и косвенно, воздействуя на другие факторы почвообразования (растительность, жизнедеятельность организмов, почвообразующие породы и т. д.).
Непосредственное влияние климата на географию почв проявляется в разных типах гидротермических условий почвообразования. Тепловой и водный режимы почв оказывают влияние на характер и интенсивность всех физических, химических и биологических процессов, протекающих в почве. Ими регулируются процессы физического выветривания горных пород, интенсивность химических реакций, концентрация почвенного раствора, соотношение твёрдой и жидкой фазы, растворимость газов. Гидротермические условия влияют на интенсивность биохимической деятельности бактерий, скорость разложения органических остатков, жизнедеятельность организмов и другие факторы, поэтому в разных районах страны с неодинаковым тепловым режимом скорость выветривания и почвообразования, мощность почвенного профиля и продуктов выветривания существенно различны.
Климат определяет наиболее общие закономерности распространения почв — горизонтальную зональность и вертикальную поясность.
Климат является результатом взаимодействия климатообразующих процессов, протекающих в атмосфере и деятельном слое (океанах, криосфере, поверхности суши и биомассе) — так называемой климатической системе, все компоненты которой непрерывно взаимодействуют друг с другом, обмениваясь веществом и энергией. Климатообразующие процессы можно разделить на три комплекса: процессы теплооборота, влагооборота и атмосферной циркуляции.
Почва по определению Докучаева — наружный слой горных пород, изменённый под влиянием воды, воздуха и различных организмов. По определению Хлопина, почва — это верхний слой коры, на котором гнездится органическая жизнь.

## Значение почв в природе

### Почва как среда обитания живых организмов
Почва обладает плодородием — является наиболее благоприятным субстратом или средой обитания для подавляющего большинства живых существ — микроорганизмов, животных и растений. Показательно также, что по их биомассе почва (суша Земли) почти в 700 раз превосходит океан, хотя на долю суши приходится менее 1/3 земной поверхности.

### Геохимические функции
Свойство различных почв по-разному аккумулировать разнообразные химические элементы и соединения, одни из которых необходимы для живых существ (биофильные элементы и микроэлементы, различные физиологически-активные вещества), а другие являются вредными или токсичными (тяжёлые металлы, галогены, токсины и пр.), проявляется на всех живущих на них растениях и животных, включая и человека. В агрономии, ветеринарии и медицине такая взаимосвязь известна в виде так называемых эндемических болезней, причины которых были раскрыты только после работ почвоведов.
Почва оказывает существенное влияние на состав и свойства поверхностных, подземных вод и всю гидросферу Земли. Фильтруясь через почвенные слои вода извлекает из них особый набор химических элементов, характерный для почв водосборных территорий. А поскольку основные хозяйственные показатели воды (её технологическая и гигиеническая ценность) определяются содержанием и соотношением этих элементов, то нарушение почвенного покрова проявляется также в изменении качества воды.

### Регуляция состава атмосферы
Почва является главным регулятором состава атмосферы Земли. Обусловлено это деятельностью почвенных микроорганизмов, в огромных масштабах продуцирующих разнообразные газы — азот и его оксиды, кислород, диоксид и оксид углерода, метан и другие углеводороды, сероводород, ряд прочих летучих соединений. Большинство из этих газов вызывают «парниковый эффект» и разрушают озоновый слой, вследствие чего изменение свойств почв может привести к изменению климата на Земле. Не случайно происходящий в настоящее время сдвиг в климатическом равновесии нашей планеты специалисты связывают в значительной степени с нарушениями почвенного покрова.

## Экономическое значение
Почву часто называют главным богатством любого государства в мире, поскольку на ней и в ней производится около 90 % продуктов питания человечества. Также земля применялась в древности в качестве строительного материала. Деградация почв сопровождается неурожаями и голодом, приводит к бедности государств, а гибель почв может вызвать гибель всего человечества. Около трети почв в мире уже деградировали, это связано с современными методами ведения сельского хозяйства, вырубкой лесов. На создание трехсантиметрового слоя почвы уходит около тысячи лет, и если нынешние темпы деградации сохранятся, верхний слой почвы во всем мире может исчезнуть в течение примерно 60 лет.

## История изучения
Описанию свойств почв и их классификации человек уделял внимание со времени возникновения земледелия. Тем не менее, появление почвоведения как науки произошло лишь в конце XIX века и связано с именем В. В. Докучаева.
Академик В. И. Вернадский называл почву биокосным образованием, то есть состоящим из живого и неживого вещества.

## Международный год почв
20 декабря 2013 года Генеральная Ассамблея Организации Объединённых Наций провозгласила 2015 год Международным годом почв(МГП), а 5 декабря ежегодно проводится Всемирный день почв.
Проведение МГП в 2015 году поручено Продовольственной и сельскохозяйственной организации Объединённых Наций с привлечением Глобального почвенного партнёрства и в сотрудничестве с правительствами стран и секретариатом Конвенции ООН по борьбе с опустыниванием.
Целью проведения МГП является повышение осведомлённости общественности о значимости почв для продовольственной безопасности и важнейших экосистемных функций.